# 維布利
51°27′51″N 31°29′42″E / 51.46417°N 31.49500°E
維布利（烏克蘭語：Виблі）是位於烏克蘭北部切爾尼希夫州裏切爾尼希夫區的村莊，始建於1635年，面積2.59平方公里，海拔高度118米，2017年人口660，人口密度每平方公里424.04人。